# Frances Tustin
Frances Tustin (Darlington, 15 de octubre de 1913 - Londres, 11 de novembre 1994) va ser una psicoanalista infantil britànica, pionera a l'àrea de la comprensió i el tractament psicoanalític dels estats autistes en nens i adults des de començaments de la dècada del 1950.

## Biografia
Frances Tustin (Frances Vickers de soltera), va ser la filla única de pares molt religiosos. Quan aquests es van separar el 1926, va seguir vivint amb la seva mare, no tenint contacte amb el seu pare, amb el qual la unia una relació molt estreta, per quinze anys. Entre 1932 i 1934 es va formar com a mestra al Whitelands College de Putney, Londres. El 1938 es va casar amb el funcionari públic John Taylor, del que es va divorciar el 1946. Dos anys després va contreure matrimoni amb el professor universitari de física Arnold Tustin (1899-1994).
Frances Tustin es va exercir com a mestra durant diversos anys, fins que el 1943, motivada per les conferències a la Universitat de Londres de Susan Isaacs sobre el desenvolupament del nen, es va interessar en la psicoanàlisi i va estudiar psicoanàlisi a la Universitat de Londres.
Inspirada per la formació de psicoterapeuta infantil, la seva carrera va ser interrompuda per la Segona Guerra Mundial. Després de la guerra, el 1950 va continuar la formació de psicoteràpia infantil, amb un curs de tres anys de durada dirigit per la psicoanalista Esther Bick al departament de nens de la Clínica Tavistock de Londres, dirigida per John Bowlby, pioner del desenvolupament infantil. Va iniciar una anàlisi amb el kleinià Wilfred Bion, que amb interrupcions es va estendre per catorze anys.
El 1953 es va traslladar a Boston amb el seu marit, i va treballar al James Jackson Putnam Center, dirigit per Beata Rank i Marian Putnam, un dels primers centres de tractament per a nens autistes a través del que avui es considera com a teràpia conductual, i va començar a estudiar, investigar i escriure sobre l'autisme de manera exhaustiva.
Va tractar d'aplicar inicialment la tècnica de Melanie Klein als nens autistes, però va haver enriquir-la per prendre en consideració la qüestió de l'angoixa inherent a aquest trastorn. Sobre aquestes bases va classificar l'autisme en quatre grups:
- L'autisme primari anormal (prolongació del període generalment transitori de l'autisme) sobre el qual torna el 1990;
- Autisme secundari amb closca (idèntic a l'autisme de Kanner);
- Autisme sense closca (el nen és hipotònic, tou);
- Autisme secundari regressiu (o esquizofrènia infantil: el nen es desenvolupa normalment i després regressa amb comportaments autistes).

Va tornar a Londres i va ensenyar a la Clínica Tavistock. Va ser autora de nombroses obres i articles que manifesten un treball exigent i innovador; va publicar el seu primer llibre Autism and Childhood Psychosis el 1972, seguit de tres llibres i nombrosos articles de revistes, traduïts a tot el món, fins a la seva mort, als 81 anys, el 1994.
La seva contribució al desenvolupament de la psicoanàlisi va ser reconeguda el 1984 per la British Psychanalystical Society, que li va atorgar la rara categoria de Membre Afiliada Honorària.
The Frances Tustin Memorial Trust atorga un premi anual als treballs que tracten el tractament dels estats autistes en nens, adolescents o adults.

## Obres
- Tustin, Frances. Autism and childhood psychosis (en anglès).  Londres: Hogarth, 1972.
- Tustin, Frances. Autistic states in children (en anglès).  Londres: Routledge, 1981.
- Tustin, Frances. Autistic barriers in neurotic patients (en anglès).  Londres: Karnac Books, 1986.
- Tustin, Frances. The protective shell in children and adults (en anglès).  Londres: Karnac Books, 1990.